# Kroger St. Jude International 2001 - Qualificazioni singolare
Le qualificazioni del singolare  del Kroger St. Jude International 2001 sono state un torneo di tennis preliminare per accedere alla fase finale della manifestazione. I vincitori dell'ultimo turno sono entrati di diritto nel tabellone principale. In caso di ritiro di uno o più giocatori aventi diritto a questi sono subentrati i lucky loser, ossia i giocatori che hanno perso nell'ultimo turno ma che avevano una classifica più alta rispetto agli altri partecipanti che avevano comunque perso nel turno finale.
Le qualificazioni del torneo Kroger St. Jude International 2001 prevedevano 24 partecipanti di cui 6 sono entrati nel tabellone principale.

## Teste di serie
1. Kevin Kim (Qualificato)
2. Juan-Albert Viloca-Puig (Qualificato)
3. Laurence Tieleman (ultimo turno)
4. James Blake (primo turno)
5. Jeff Salzenstein (ultimo turno)
6. Julián Alonso (ultimo turno)

1. Taylor Dent (ultimo turno)
2. Vince Spadea (Qualificato)
3. Marcos Ondruska (ultimo turno)
4. Dmitrij Tursunov (Qualificato)
5. Assente
6. Fredrik Jonsson (Qualificato)

## Qualificati
1. Kevin Kim
2. Juan-Albert Viloca-Puig
3. Vince Spadea

1. Scott Draper
2. Dmitrij Tursunov
3. Fredrik Jonsson

## Tabellone

### Legenda
| - Q = Qualificato - WC = Wild card - LL = Lucky loser | - ALT = Alternate - SE = Special Exempt - PR = Protected Ranking | - w/o = Walkover - r = Ritirato - d = Squalificato |

### Sezione 1
|  | Primo turno  | Primo turno    | Primo turno    | Primo turno | Primo turno |  |  | Ultimo turno | Ultimo turno | Ultimo turno | Ultimo turno | Ultimo turno |  |
|  |              |                |                |             |             |  |  |              |              |              |              |              |  |
|  | 1            | Kevin Kim      | Kevin Kim      | 6           | 6           |  |  |              |              |              |              |              |  |
|  |              | Torrey Gambill | Torrey Gambill | 0           | 0           |  |  | 1            | Kevin Kim    | Kevin Kim    | 7            | 7            |  |
|  | Glenn Weiner | Glenn Weiner   | 4              | 6           | 7           |  |  |              | Glenn Weiner | Glenn Weiner | 68           | 6(1)         |  |
|  | Jared Palmer | Jared Palmer   | 6              | 1           | 613         |  |  |              |              |              |              |              |  |

### Sezione 2
|  | Primo turno | Primo turno             | Primo turno             | Primo turno | Primo turno |  |  | Ultimo turno | Ultimo turno            | Ultimo turno | Ultimo turno | Ultimo turno |  |
|  |             |                         |                         |             |             |  |  |              |                         |              |              |              |  |
|  | 2           | Juan-Albert Viloca-Puig | Juan-Albert Viloca-Puig | 6           | 7           |  |  |              |                         |              |              |              |  |
|  |             | Renzo Furlan            | Renzo Furlan            | 1           | 5           |  |  | 2            | Juan-Albert Viloca-Puig | 3            | 6            | 6            |  |
|  | 9           | Marcos Ondruska         | Marcos Ondruska         | 6           | 6           |  |  | 9            | Marcos Ondruska         | 6            | 2            | 3            |  |
|  |             | Ignacio Hirigoyen       | Ignacio Hirigoyen       | 0           | 2           |  |  |              |                         |              |              |              |  |

### Sezione 3
|  | Primo turno | Primo turno       | Primo turno   | Primo turno | Primo turno |  |  | Ultimo turno | Ultimo turno      | Ultimo turno      | Ultimo turno | Ultimo turno |  |
|  |             |                   |               |             |             |  |  |              |                   |                   |              |              |  |
|  | 3           | Laurence Tieleman | 6             | 4           | 6           |  |  |              |                   |                   |              |              |  |
|  |             | David Wheaton     | 4             | 6           | 2           |  |  | 3            | Laurence Tieleman | Laurence Tieleman | 1            | 2            |  |
|  | 8           | Vince Spadea      | Vince Spadea  | 6           | 6           |  |  | 8            | Vince Spadea      | Vince Spadea      | 6            | 6            |  |
|  |             | Michael Joyce     | Michael Joyce | 4           | 1           |  |  |              |                   |                   |              |              |  |

### Sezione 4
|  | Primo turno | Primo turno       | Primo turno       | Primo turno | Primo turno |  |  | Ultimo turno | Ultimo turno | Ultimo turno | Ultimo turno | Ultimo turno |  |
|  |             |                   |                   |             |             |  |  |              |              |              |              |              |  |
|  |             | Scott Draper      | 7                 | 3           | 6           |  |  |              |              |              |              |              |  |
|  | 4           | James Blake       | 68                | 6           | 4           |  |  |              | Scott Draper | Scott Draper | 6            | 6            |  |
|  | 7           | Taylor Dent       | Taylor Dent       | 6           | 6           |  |  | 7            | Taylor Dent  | Taylor Dent  | 2            | 3            |  |
|  |             | Giovanni Lapentti | Giovanni Lapentti | 4           | 3           |  |  |              |              |              |              |              |  |

### Sezione 5
|  | Primo turno | Primo turno      | Primo turno      | Primo turno | Primo turno |  |  | Ultimo turno | Ultimo turno     | Ultimo turno     | Ultimo turno | Ultimo turno |  |
|  |             |                  |                  |             |             |  |  |              |                  |                  |              |              |  |
|  | 5           | Jeff Salzenstein | Jeff Salzenstein | 6           | 6           |  |  |              |                  |                  |              |              |  |
|  |             | Damian Furmanski | Damian Furmanski | 3           | 3           |  |  | 5            | Jeff Salzenstein | Jeff Salzenstein | 6(1)         | 63           |  |
|  | 10          | Dmitrij Tursunov | 7                | 1           | 7           |  |  | 10           | Dmitrij Tursunov | Dmitrij Tursunov | 7            | 7            |  |
|  |             | Alex O'Brien     | 63               | 6           | 69          |  |  |              |                  |                  |              |              |  |

### Sezione 6
|  | Primo turno | Primo turno       | Primo turno       | Primo turno | Primo turno |  |  | Ultimo turno | Ultimo turno    | Ultimo turno    | Ultimo turno | Ultimo turno |  |
|  |             |                   |                   |             |             |  |  |              |                 |                 |              |              |  |
|  | 6           | Julián Alonso     | Julián Alonso     | 6           | 6           |  |  |              |                 |                 |              |              |  |
|  |             | Lee-Taylor Walker | Lee-Taylor Walker | 1           | 1           |  |  | 6            | Julián Alonso   | Julián Alonso   | 4            | 64           |  |
|  | 12          | Fredrik Jonsson   | Fredrik Jonsson   | 7           | 6           |  |  | 12           | Fredrik Jonsson | Fredrik Jonsson | 6            | 7            |  |
|  |             | Ramón Delgado     | Ramón Delgado     | 5           | 0           |  |  |              |                 |                 |              |              |  |